# 창경궁 관천대
창경궁 관천대(昌慶宮 觀天臺)는 창경궁에 있는 관천대로, 천체의 위치를 관측하는 천문기구인 소간의(小簡儀)를 놓았던 돌로 만든 대(臺)이다. 1985년 8월 9일 대한민국의 보물 제851호로 지정되었다.
이런 관천대로는 이 유물과 조선시대 한성부 북부 관상감(觀象監) 자리인 옛 휘문중고등학교 자리인 지금 현대건설주식회사 건물 대지 안에 있는 관상감 관천대 두 개가 있을 뿐이다. 창경궁의 관천대는 조선 후기 숙종 때 평지에 만들어진 것이며, 개성의 첨성대가 평지에 위치하는 것과 입지가 유사하다. 중심 전각들을 축으로 살펴보면 그 반대편에 관측을 하던 언덕이 마주하고 있다. 그 언덕에서는 창경궁 전체를 내려다 볼수도 있으며, 창경궁의 동궁이 그 언덕 아래에 궁의 제일 안쪽으로 위치한다. 이것은 숙종 이전에는 관측 업무가 창경궁에서 상당히 큰 비중으로 다루어 졌음을 잘 말해준다.
보물 제1740호인 관상감 관천대는 조선 전기에 만들어진 것이다. 관상감(觀象監)에 관천대는 영화 《천문: 하늘에 묻는다》에서 장영실과 세종이 얘기를 나누기도 한 곳이다.

## 역사 및 특징
《서운관지(書雲觀志)》에 관상감과 관천대에 대한 다음과 같은 기록이 있다..
| “ | 본감(本監)이 하나는 경복궁 영추문 안에 있고, 하나는 북부 광화방에 있었는데 거기에 관천대가 있었다. 중간에 전쟁을 만나 창경궁의 금호문 밖과 경희궁의 개양문 밖에 고쳐 세웠는데 다 관천대가 있었다. 흔히 첨성대라 부른다. 숙종 무진년(1688)에 영감사 남구만(南九萬)이 몸소 터를 살펴 관가를 처음 세우니 이것이 금호문 밖의 본감이다. 하늘을 살펴 숙직하는 제도가 한 때 성하게 갖추어졌고 ... 대(臺)의 설치 규모는 대략 같고, 청사 동서쪽의 집은 작다. 이 때에 김창집(金昌集)이 본감을 감독했다. 세월이 오래됨에 무너져 황폐하니 이에 임금께서 신미년에 비로소 건물을 세워 측후하는 곳을 갖추었다. 무인년에 또 문과 곁채를 세우고 관천대를 호조에서 수리하였다. 동쪽과 서쪽방과 청사가 7칸 반이고 이 청이 3칸이며 대문 좌우의 행랑이 각각 1칸이고, 해시계와 측우대가 있다. 관천대는 청사 남쪽에 돌을 쌓아 대를 만들고 돌난간을 둘러 평방석(平方石)을 올려놓았는데, 천체를 관측할 때에는 그 위에 소간의를 설치하였으므로, 소간의대라고도 한다. | ” |

창경궁 관천대는 화강암 석대 위에 돌난간이 둘려 있고, 돌계단으로 올라가게 되어 있다. 대의 한 가운데에는 다시 돌대가 놓여 있어, 그 위에 소간의(小簡儀)를 설치할 수 있게 되어 있다. 현재 소간의는 없다.

## 소간의
관천대 위에 설치한 소간의는 천체들의 자리를 관측하는 천문관측기구인 간의(簡儀)를 보다 작고 편리하게 만든 것으로, 적도환·백각환·사유환의 3개의 환으로 이루어졌다.

## 같이 보기
- 관상감 관천대
- 개성 첨성대

## 참고 자료
- 창경궁 관천대 (昌慶宮 觀天臺) - 국가유산청 국가유산포털
- 본 문서에는 서울특별시에서 지식공유 프로젝트를 통해 퍼블릭 도메인으로 공개한 저작물을 기초로 작성된 내용이 포함되어 있습니다.